# Kommunar (Oblast' di Leningrado)
Kommunar, in russo Коммунар?, è una città della Russia situata nell'Oblast' di Leningrado, fondata attorno al 1840 sulle rive del fiume Ižora, a circa 35 chilometri a sud di San Pietroburgo. Ha ricevuto lo status di città il 14 aprile 1999.